# Lawson Tama
Das Lawson Tama Stadium ist ein Fußballstadion in Honiara im Inselstaat Salomonen in der Südsee. Es wird hauptsächlich für den Fußball, aber auch für kulturelle Veranstaltungen, genutzt. Die dem FIFA-Standard entsprechende Anlage ist für heute für 5000 Zuschauer ausgelegt. Es war unter anderem am 9. Oktober Austragungsort des Finalhinspiels der Fußball-Ozeanienmeisterschaft 2004 zwischen den Salomonen und Australien. Dieses Spiel war bis dahin mit 21.000 Zuschauern auch gleichzeitig das Spiel mit der höchsten Zuschauerzahl im Lawson Tama Stadium. Zudem wurden hier alle Spiele der Hauptrunde der Fußball-Ozeanienmeisterschaft 2012 ausgetragen. Außerdem finden hier alle Spiele der Telekom S-League, die höchste Spielklasse des Landes. Das Stadion besitzt auf der Haupttribüne ein Dach, eine Seite des Stadions besitzt keine Tribüne, sondern einen mit Rasen überwachsenen Hügel.